# Легисамон, Брайан
Брайан Роман Легисамон Бритес (исп. Brahian Roman Leguizamon Britez; род. 24 июня 2009 года) — парагвайский футболист, полузащитник клуба «Спортиво Триниденсе».

## Клубная карьера
Брайан является воспитанником клуба «Спортиво Триниденсе». 28 апреля 2025 года он дебютировал за родной клуб в матче парагвайской Апертуры против асунсьонской «Олимпию». 15-летний полузащитник вышел на поле по после небольшой беседы с главным тренером Хосе Арруа на 89-й минуте встречи, заменив Хоэля Романа.

## Международная карьера
В 2025 году в составе юношеской сборной Парагвая (до 16 лет) Брайан принимал участие в первом розыгрыше Юношеской Серии ФИФА, проходившем в Швейцарии. Он отыграл все 3 встречи. Во вторых таймах игры группового этапа с Тунисом и финального поединка против Новой Зеландии его менял Матиас Кабрера. В итоге парагвайцы стали победителями этого турнира.

## Достижения
Сборная Парагвая (до 16 лет)
- Победитель Юношеской Серии ФИФА (1): 2025